# Ratoszyn
Ratoszyn is een dorp in de Poolse woiwodschap Mazovië. De plaats maakt deel uit van de gemeente Radzanów (powiat białobrzeski) en telt 207 inwoners.